# Sara Lidman

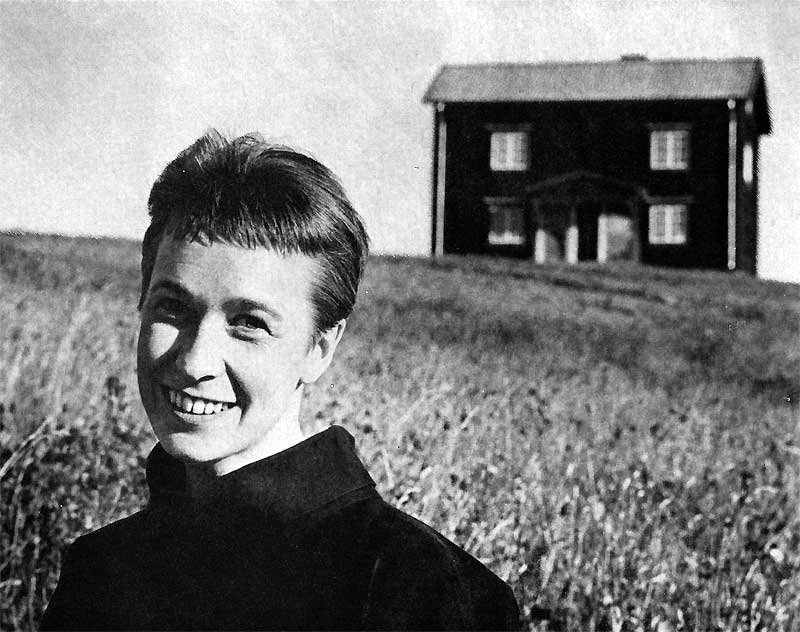
Sara Lidman, około 1960 roku.

Sara Lidman (ur. 30 grudnia 1923 w Missenträsk, Västerbotten, zm. 17 czerwca 2004 w Umeå) – szwedzka pisarka.
Zadebiutowała powieścią Tjärdalen, która zdobyła ogromne uznanie zarówno wśród krytyków, jak i publiczności, a także została okrzyknięta jako jeden z najlepszych debiutów powieściowych lat 50. w Szwecji. Po niej opublikowała Bagienne maliny, przedstawiając tym samym swoją miłość do rodzinnych stron oraz dwie imponujące powieści o losie kobiet w tychże okolicach, Regnspiran i Bära mistel. 
Dzięki epopei Jernbaneeposet, obrazującej życie w województwie Västerbotten w XIX w. zaliczona została do najważniejszych, współczesnych literatów szwedzkich. Na ową epopeję – cechującą się innowacyjnym i poetyckim stylem narracji, czerpiącym z języka Biblii i północnego dialektu – składa się pięć powieści: Din tjänare hör, Vredens barn (Nagroda literacka Rady Nordyckiej w 1980 r.), Nabots sten, Den underbare mannen oraz Järnkronan. 

## Wybrana twórczość
- Tjärdalen (1953)
- Bagienne maliny (1955) – tłumaczenie polskie Maria Olszańska, Państwowy Instytut Wydawniczy, Warszawa, 1965
- Regnspiran (1958)
- Bära mistel (1960)
- Jag och min son (1961)
- Z pięcioma brylantami (1964) – tłumaczenie polskie Maria Olszańska, Państwowy Instytut Wydawniczy, Warszawa, 1968
- Rozmowy w Hanoi (1966) – tłumaczenie polskie Zygmunt Łanowski, Czytelnik, Warszawa, 1968
- Din tjänare hör (1977)
- Vredens barn (1979)
- Nabots sten (1981)
- Den underbare mannen (1983)
- Järnkronan (1985)
- Lifsens rot (1996)
- Oskuldens minut (1999)